# Nicolae Săndulescu
Nicolae Săndulescu (n. 19 iunie 1876 - d. ?) a fost unul dintre ofițerii Armatei României, care a exercitat comanda unor mari unități și unități militare, pe timp de război, în perioada Primului Război Mondial și operațiilor militare postbelice. 
A îndeplinit funcția de comandant de brigadă cu ocazia operațiilor militare postbelice.

## Cariera militară
Nicolae Săndulescu a ocupat diferite poziții în cadrul unităților de artilerie ale armatei române, avansând până în anul 1916 la gradul de locotent-colonel. A fost locotenent-colonel în 1916 și colonel în 1917.
În perioada Primului Război Mondial, a îndeplinit funcția de comandant al Regimentului 16 Artilerie (Obuziere) (1917-1918).
În cadrul acțiunilor militare postbelice, a comandat Brigada 6 Artilerie (1919).

## Decorații
- Ordinul „Coroana României”, în grad de ofițer (1913) [2]:p. 330